# Twista
Карл Террелл Митчелл (англ. Carl Terrell Mitchell; род. 27 ноября 1973, Чикаго), более известный под сценическим псевдонимом Twista — американский рэпер из Иллинойса. Его считают одним из самых быстрочитающих рэперов на свете с 1992 года, когда он был занесен в Книгу рекордов Гиннесса, произнеся 598 слогов за 55 секунд. В 1997 году рэпер записал с группой Do or Die хит «Po Pimp» и подписал контракт с Big Beat/Atlantic Records, где выпустил альбом «Adrenaline Rush» и сформировал группу Speedknot Mobstaz. Альбом рэпера «Kamikaze» (2004) попал в чарт Billboard 200, а сингл «Slow Jamz» — в Billboard Hot 100.

## Музыкальная карьера

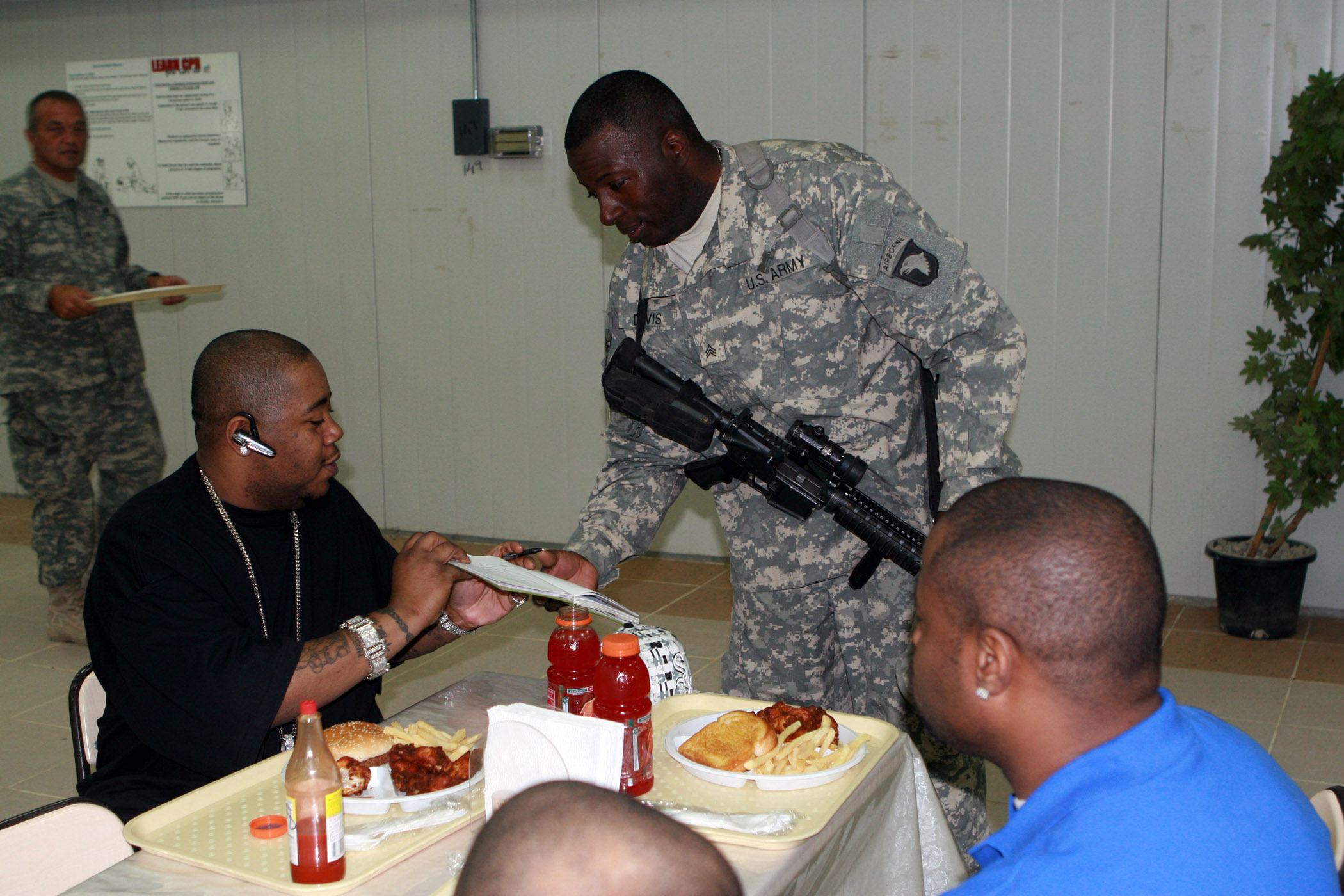
Twista

Первый полноценный альбом Твисты «Resurrection» планировали выпустить в 1994 году, но из-за проблем с лейблом, а также из-за того, что другой рэпер из Чикаго Common выпустил альбом с таким же названием, релиз состоялся только в Иллинойсе и поэтому не был замечен на общеамериканском уровне.
В 1996 году Twista принял участие в записи сингла Do or Die «Po Pimp», который стал хитом. После этого его подписали на Atlantic Records, где он выпустил Adrenaline Rush в 1997 году. Тогда же рэпер сократил свой псевдоним, убрав из него «Tung». Adrenaline Rush попал на 77 место в Billboard 200, а сингл с него «Get It Wet» занял 96-ю строчку в Billboard Hot 100.
В 1998 году Twista объединился с другими рэперами из Чикаго, образовав коллектив Speedknot Mobstaz. В том же году они выпустили свой первый альбом Mobstability. Затем Митчелл основал свой лейбл Legit Ballin’, на котором выпустил две компиляции: Legit Ballin'(1999) и Legit Ballin' Vol. 2: Street Scriptures (2001). Позже на лейбле были выпущены Respect The Game, Vol. 3 (2002) и Volume 4: Tha Truth (2006). В 2000 году рэпер принял участие в записи альбома Ruff Ryders Ruff Ryders: Ryde or Die Vol. 2, на треке «Twisted Heat».
С 2002 года Twista работал над своим новым альбомом, получившим название Kamikaze. Были записаны треки с известными рэперами, такими как Kanye West и Ludacris. Kamikaze вышел в 2004 году и сразу же занял первую строчку в Billboard 200. Сингл «Slow Jamz» (совместно с Kanye West и Jamie Foxx) стал хитом. Другие синглы — "«Overnight Celebrit» и «So Sexy» (совместно с R. Kelly); альбом был продан тиражом в два миллиона экземпляров. Продюсер Elephant Man выпустил ремикс на песню «Jook Gal», в записи которой принял участие и YoungBloodz. Kamikaze и синглы с альбома подняли уровень Митчелла на небывалую высоту; он стал рэпером, популярным во многих странах мира.
В 2005 Twista выпустил The Day After. Синглами с альбома стали «Girl Tonite» (совместно с Trey Songz), «Hit the Floor» (совместно с Pitbull) и «So Lonely» (совместно с Mariah Carey). После этого вышел альбом Adrenaline Rush 2007 (2007). Синглами стали «Give It Up» (совместно с Pharell) и «Creep Fast» (совместно с T-Pain). Adrenaline Rush 2007 имел меньший успех, чем предыдущие альбомы рэпера. В 2006 году Twista принял участие в записи сингла «Hell No (Leave Home)» с альбома Моники The Makings of Me (2006).
В 2008 году Twista основал звукозаписывающую компанию Get Money Gang Entertainment и выпустил на ней альбом Category F5 с хитом «Wetter». В 2009 году рэпер принял участие в записи сингла «Legendary» совместно с AK-47 и Saurus and Bones.
На восьмом сольном альбоме Митчелла The Perfect Storm появились Chris Brown, Waka Flocka Flame, Raekwon, Puff Daddy.
31 октября 2010 года Twista дал интервью на Conspiracy Worldwide Radio, где высказал мысль о том, что рэперы должны заниматься не только музыкой, но и принимать участие в общественных мероприятиях.
В течение выходных 2010 года Twista и его Get Money Gang Entertainment работали c Chicago Food Bank’s Producemobile, обеспечивая неимущих людей пропитанием.
11 января 2011 года вышел документальный фильм «Mr. Immortality: The Life and Times of Twista», повествующий об андеграундном хип-хопе Чикаго. В съёмках фильма также приняли участие Ne-Yo, Big Boi из OutKast и другие звёзды.

## Дискография
| - 1992: Runnin' Off at da Mouth - 1994: Resurrection - 1997: Adrenaline Rush - 2004: Kamikaze - 2005: The Day After - 2007: Adrenaline Rush 2007 - 2009: Category F5 - 2010: The Perfect Storm - 2015: Livin Legend - 2017: Crook County - 1998: Mobstability - 2008: Mobstability II: Nation Business | - 1999: Legit Ballin Vol 1: The Album - 2001: Legit Ballin Vol 2: The New Testament 2K (Street Scriptures Compilation) - 2001: Tailwinds - 2002: Legit Ballin Vol 3: Respect The Game - 2006: TailWinds Vol.2: - 2000: Adrenaline Rush 2000: Twista’s Greatest Hits - 2005: 2 for 10 (EP) - 2008: Soft Buck Vol. 1 |